# Arnaldo Bonaventura
Arnaldo Bonaventura (Livorno, 28 luglio 1862 – Firenze, 7 ottobre 1952) è stato un musicologo e saggista italiano.

## Biografia
Dopo gli studi privati di violino, armonia e contrappunto e la laurea in legge all'università di Pisa, Bonaventura iniziò una intensa attività di ricerca e divulgazione in campo musicologico. Durante la sua carriera pubblicò oltre seicento testi, svolse un'intensa attività di conferenziere, collaborò alla compilazione di alcune voci di ambito musicale dell'Enciclopedia Italiana e del Vocabolario della Crusca, fu (con lo pseudonimo Labronio) critico musicale per La Nazione, scrisse articoli per riviste italiane ed estere. Di particolare interesse furono i suoi saggi sulla correlazione tra letteratura e musica.
Fu professore emerito, vice-direttore e, tra il 1923 e il 1925, direttore a interim del Conservatorio Luigi Cherubini.  Ebbe numerosi altri incarichi pubblici, tra cui vicepresidente dell'Associazione dei musicologi italiani e socio effettivo dell'Accademia Nazionale di Santa Cecilia.  A causa delle leggi razziali del 1939 fu costretto a rinunciare a tutte le sue cariche e sostanzialmente a porre fine alla sua carriera.